# Katiu (Polinesia Francesa)
Katiu es una comuna asociada de la comuna francesa de Makemo  que está situada en la subdivisión de Islas Tuamotu-Gambier, de la colectividad de ultramar de Polinesia Francesa.

## Composición
La comuna asociada de Katiu abarca, además del atolón de Katiu, los tres atolones de las Islas Raevski: Hiti, Tepoto Sur y Tuanake.
| Comuna asociada de Katiu |                  |                  |                    |
| Atolones                 | Población (2012) | Superficie (km²) | Densidad (hab/km²) |
| Hiti                     | 0                | 3                | 0                  |
| Katiu                    | 250              | 15.4             | 16                 |
| Tepoto Sur               | 0                | 0.6              | 0                  |
| Tuanake                  | 0                | 6                | 0                  |

## Demografía
| Gráfica de evolución demográfica de Katiu entre 1977 y 2012 |
|                                                             |

Fuente: Insee